# Vizcondado de Bearne

Armas de los vizcondes de Bearne ("vaquetas de Bearne"), en el cual aparecen dos vacas betizu.

El vizcondado de Bearne fue una entidad feudal con orígenes en la Alta Edad Media y capital en la actual ciudad francesa de Pau. Integrada en el Reino de Francia con el Tratado de Verdún de 843, a lo largo de la historia osciló entre la independencia y el vasallaje a distintos reinos vecinos, entre ellos Aragón, Navarra o Inglaterra. Esta independencia se trasluce en el desarrollo de su propia moneda (en Morlaas y en Pau) y lengua (el bearnés). 
A mediados del siglo XI se produce la unión entre el viejo Bearne (Lescar) y el alto Bearne (Olorón), fusionándose ambos vizcondados. Más tarde el Bearne quedará bajo la potestad patrimonial de los condes de Foix, que lo unirán a su condado en 1290, formando un poderoso estado independiente. 
La unión definitiva con el Reino de Francia se produjo bajo el reinado de Luis XIII, tras el edicto de octubre de 1620.
El Bearne histórico desaparece como entidad autónoma durante la Revolución francesa, siendo su territorio integrado junto con otros de cultura vasca y gascona en el departamento de los Bajos Pirineos (actualmente Pirineos Atlánticos).

## Historia

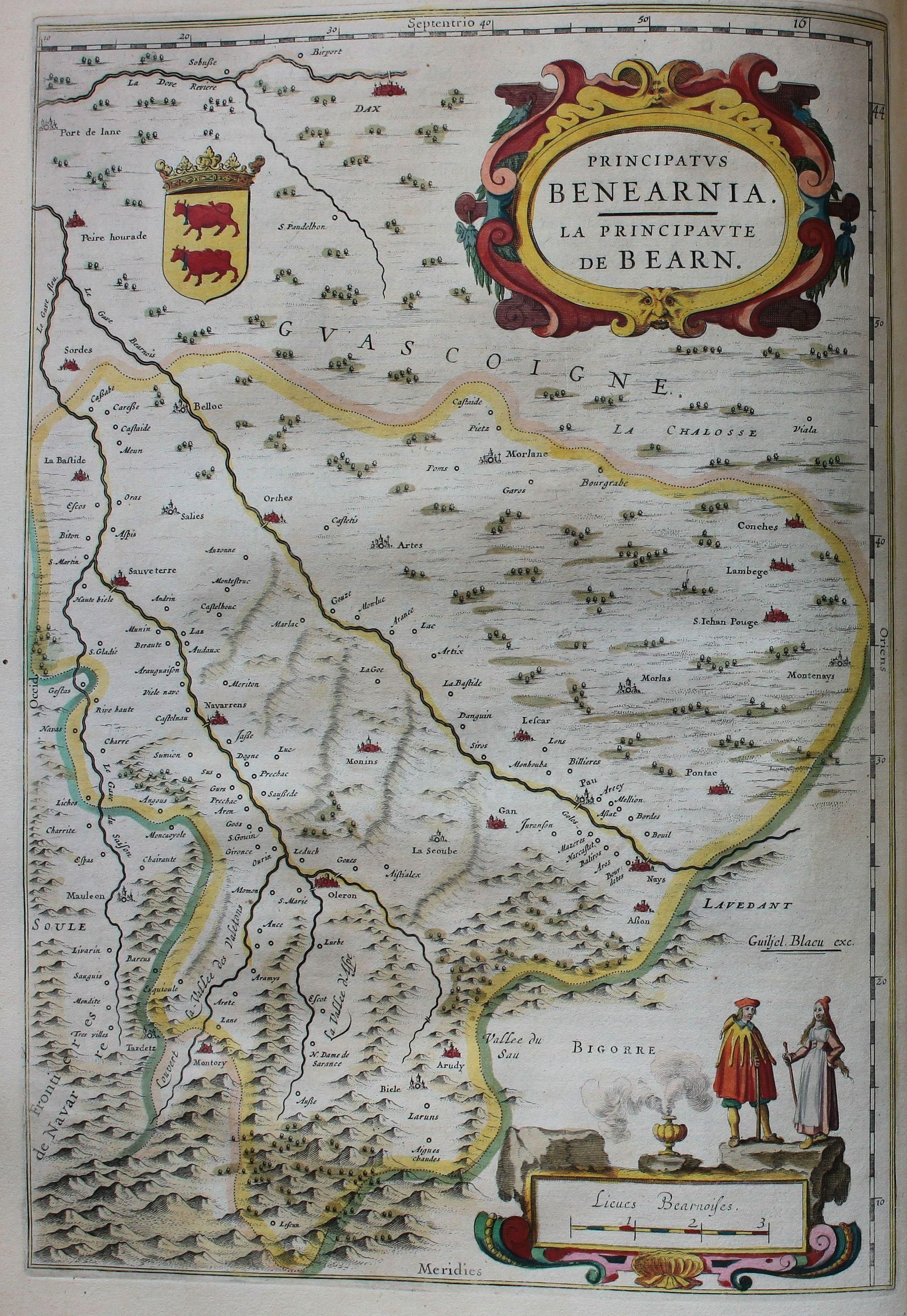
Principatus Benearnia (Principado de Bearne)

El origen del vizcondado de Bearne se pierde en la bruma de la Alta Edad Media, apareciendo por primera vez en la documentación carolingia a mediados del siglo IX, su primer vizconde conocido fue Céntulo I, del que solo sabemos que fue vizconde desde 819 hasta su muerte en 866, dando inicio a la dinastía de los Céntulos que finalizará en 1134. 
Si bien este pequeño territorio surgido como vizcondado dependiente del ducado de Gascuña quedó dentro de las fronteras del Reino de Francia tras el Tratado de Verdún de 843, durante muchos siglos el Bearne osciló entre la independencia y la sumisión no sólo de Francia, sino de otros poderosos vecinos, como Aragón, Navarra o Inglaterra. Entre el siglo X y el siglo XII la capital de Bearne fue trasladada a Morlaas, ya que la anterior capital Lescar (antigua Beneharnum) había sido saqueada y destruida por los vikingos en 844. 

### Céntulo IV
Céntulo IV el Viejo, fue vizconde de Bearne desde 1010 hasta su muerte en 1058. Al morir su padre Gastón II, Céntulo aún era menor de edad, por lo que se instauró una regencia hasta 1022, unos años más tarde, logró aumentar el poder del viejo Bearne al incorporar a sus dominios el vecino vizcondado de Olorón tras su matrimonio con Ángela de Olorón, hija y heredera del vizconde Aner Lupo II, a partir de entonces este territorio pasaría a conocerse como alto Bearne. Parece ser que asoció a su hijo Gastón al poder desde muy joven aunque falleció en o antes de 1045. Céntulo IV guerreó contra los vizcondados vecinos de Dax y Sola, matando al vizconde Arnaud II de Dax en 1050. Él mismo acabaría muriendo asesinado en 1058, tras una emboscada tendida por tropas suletinas.

### Céntulo V
Céntulo V el Joven fue vizconde de Bearne desde 1058 hasta su muerte en 1090 y conde de Bigorra desde 1080. Sucedió a su abuelo Céntulo IV el Viejo, ya que su padre Gastón III había muerto prematuramente. Céntulo el Joven aumentó la autonomía de los vizcondes de Bearne frente a los poderosos duques de Aquitania, de los que teóricamente eran vasallos. Entre los actos más importantes de esta incipiente autonomía está el otorgar a la villa de Olorón un carta puebla (pues estaba despoblada) además de hacer acuñar moneda propia en su capital Morlaas. Fue un gran partidario de la Reforma gregoriana y mantuvo excelentes relaciones con la Santa Sede, realizando muchos donativos al papado, también financió la construcción de la gran iglesia de la Santa Fe en Morlaas, primer monumento románico de Bearne. En 1060 se casó con Gisla, con la que tuvo a su heredero Gastón (futuro Gastón IV), pero al ser parientes, el Papa Alejandro II exhortó a Céntulo a romper el matrimonio por causa de consanguinidad y este obedeció, fundando como penitencia un priorato en Morlaas dependiente de la abadía de Cluny, en 1077 casó en segundas nupcial con Beatriz, condesa de Bigorra, con ella tuvo otros dos hijos, Bernardo III y Céntulo II, ambos futuros condes de Bigorra, en 1082 atacará el vizcondado de Dax sufriendo una grave derrota. Mediante su política matrimonial logró poner bajo su control a sus vecinos por el Este (Montaner y Bigorra) y establecer los cimientos de una sólida alianza con su vecino del Sur, Aragón, al prometer a su heredero Gastón con una sobrina del monarca, con total seguridad Céntulo V formó parte de la curia regia del rey aragonés Sancho Ramírez. En la primavera de 1090 partió de nuevo hacia Aragón al frente de tropas bearnesas para participar en el ataque a Huesca planeado por Sancho Ramírez, pero fue asesinado por un traidor mientras atravesaba el valle de Tena, pues Céntulo había recibido el señorío de este valle del rey de Aragón.  

### Gastón IV

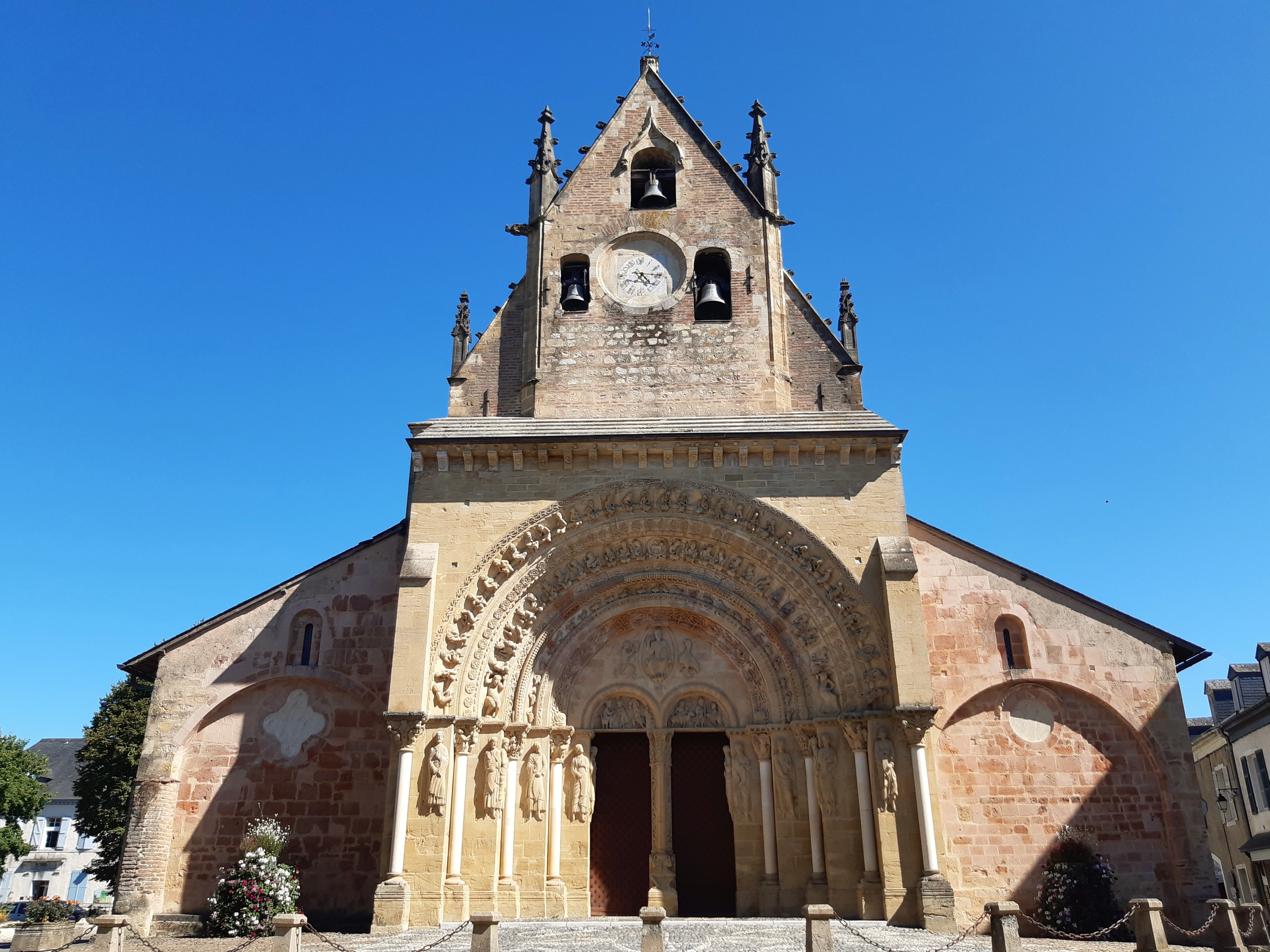
Portico de la iglesia de Santa Fe de Morlaas, primer templo románico de Bearne, construida en 1080.

Uno de los vizcondes de Bearne más famosos es Gastón IV el Cruzado (vizconde entre 1090 y 1130), durante la Primera Cruzada tuvo un papel protagonista en la conquista de Jerusalén de 1099 al ser uno de los primeros caballeros en entrar en la ciudad, así mismo fue uno de los pocos líderes cruzados en oponerse y condenar la masacre de musulmanes que se perpetró tras la toma de la ciudad santa, al volver de la cruzada financió la construcción de numerosos templos católicos en Bearne, como las catedrales de La Asunción en Lescar y Santa María en Olorón. Su matrimonio con Talesa le acercó al Reino de Aragón, en 1102 otorgó fuero a su capital Morlaas basándose en el aragonés fuero de Jaca de 1063, participará decisivamente en la toma de Zaragoza junto a Alfonso I de Aragón, en la cual se encargó de fabricar la maquinaria de asedio gracias a los conocimientos adquiridos en Tierra Santa, tras la conquista de la capital del Ebro en 1118, el rey Alfonso le nombraría Señor de Zaragoza, también participó junto a sus tropas en la batalla de Cutanda de 1120, donde vencieron al ejército almorávide.

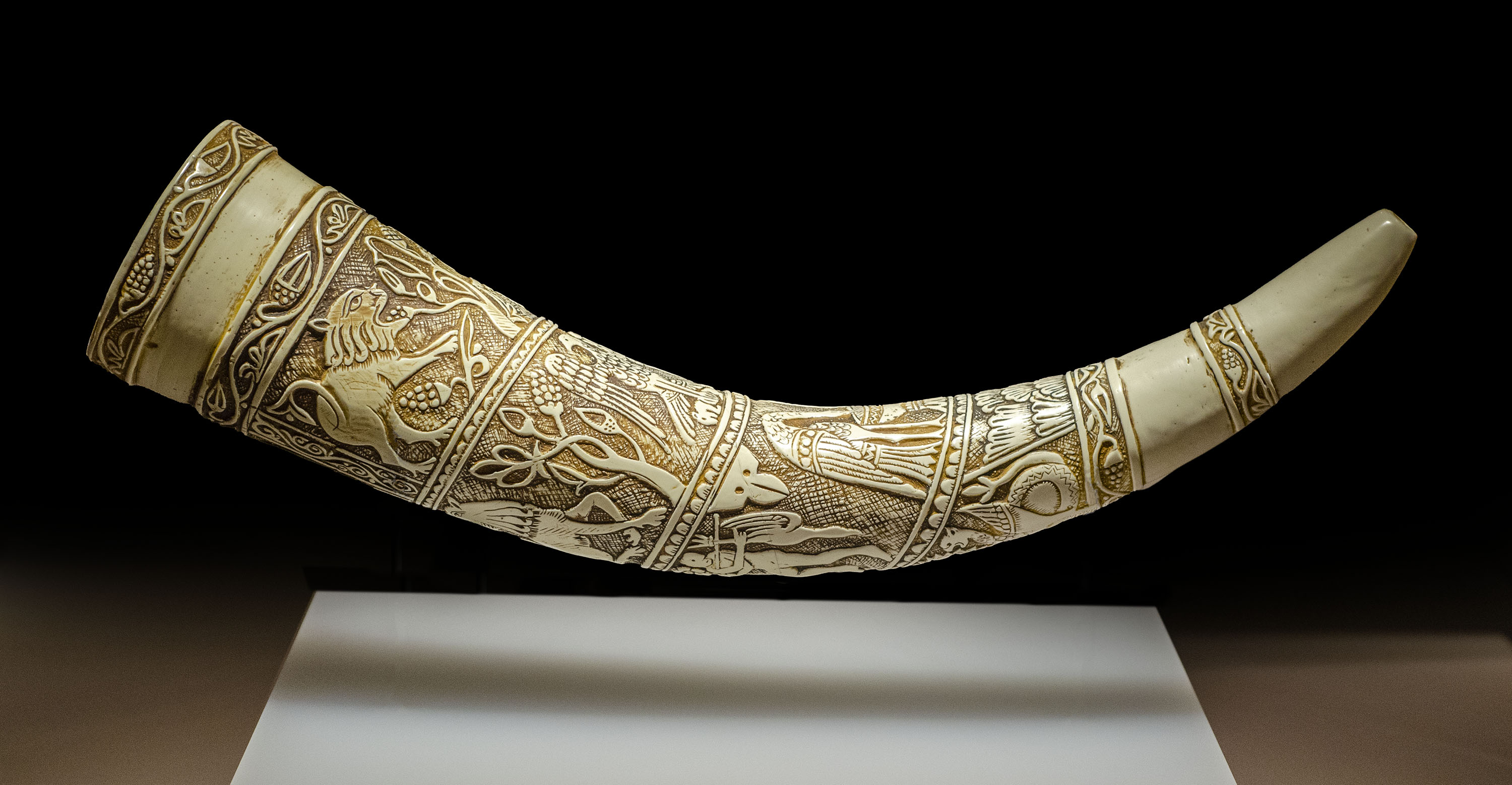
Olifante de Gastón IV de Bearne, data del, se conserva en el Museo Pilarista de Zaragoza.

Forjó una estrecha relación de amistad con el Batallador, llegando a ser su mano derecha en el ámbito político-militar de sus conquistas y máximo hombre de confianza del reino, pues realmente, el bearnés conocía al rey desde antes de llegar al trono, ya que estaba casado con la prima de este. Entre 1125 y 1126 Gastón acompañó al rey de Aragón en la gran expedición a Granada que derrotará nuevamente al ejército almorávide en la batalla de Arnisol. Finalmente, Gastón el Cruzado encontrará la muerte en Valencia en el año 1130, legando todos sus bienes materiales a la Orden del Temple, será sucedido por su hijo Centulo VI, que comandando a las huestes bearnesas moriría junto a el Batallador en la fatídica batalla de Fraga en 1134.

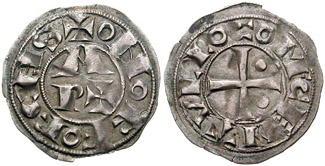
Dinero del vizcondado de Bearne (c. 1080?-1134).

Gastón IV supo enfeudar favorablemente el pequeño vizcondado al creciente Reino de Aragón en detrimento de sus antiguos vínculos con aquitanos y gascones, este hecho favoreció notablemente al territorio bearnés, pues logró mantener su independencia de otros condados más grandes como Foix o Armañac gracias al amparo y protección del reino aragonés, con el que compartía además de lengua y cultura, un tramo clave en la ruta de peregrinación más importante de Europa en ese momento. El Camino de Santiago francés o Vía Tolosana ayudó a enriquecer ambos territorios gracias al constante tránsito de peregrinos, el camino (antiguamente calzada romana) atravesaba los Pirineos por el collado de Somport, frontera histórica y natural entre el Bearne (valle de Aspe) y Aragón (valle de Canfranc), aquí también se encontraba el importante hospital y monasterio de Santa Cristina de Somport, uno de los tres hospitales más importantes de la cristiandad, que fue financiado tanto por los vizcondes bearneses como por los reyes aragoneses pues su creación beneficiaba notablemente a ambos territorios, está alianza ultra-pirenaica llevará al Bearne a participar en las más importantes conquistas de la Corona de Aragón, tanto en la península ibérica como en el Mediterráneo.

### Gastón Febo
En el siglo XIV Gastón Febo, conde de Foix y vizconde de Bearne, consiguió formar un estado independiente que incluía gran parte de la vertiente norte de los Pirineos  compuesto por el antiguo vizcondado de Bearne y el condado de Foix (unido al Bearne en 1290). En el año 1347 acabó con el tributo a Inglaterra tras una expedición francesa en Calais, además logró asegurar la neutralidad de su estado durante la Guerra de los Cien años, pues el Bearne hacia frontera con los reinos de Inglaterra, Navarra, Aragón y Francia (todos ellos beligerantes en la contienda), en 1349 casó con Inés de Navarra, hija de Felipe III de Navarra. Es sabido que Gastón Febo, además de erudito, fue uno de los grandes cazadores de su época, se dedicó a esta actividad durante toda su vida, de hecho, murió mientras se lavaba las manos tras regresar de la caza del oso en 1391. Es autor del famoso Libro de la caza (Livre de chasse) elaborado entre 1387 y 1388, es considerado el tratado clásico sobre la caza medieval, destaca por ser un manuscrito que cuenta con exquisitas miniaturas de pintura gótica ilustrando la caza y diferentes temas relacionados.

### Unión con el trono de Navarra

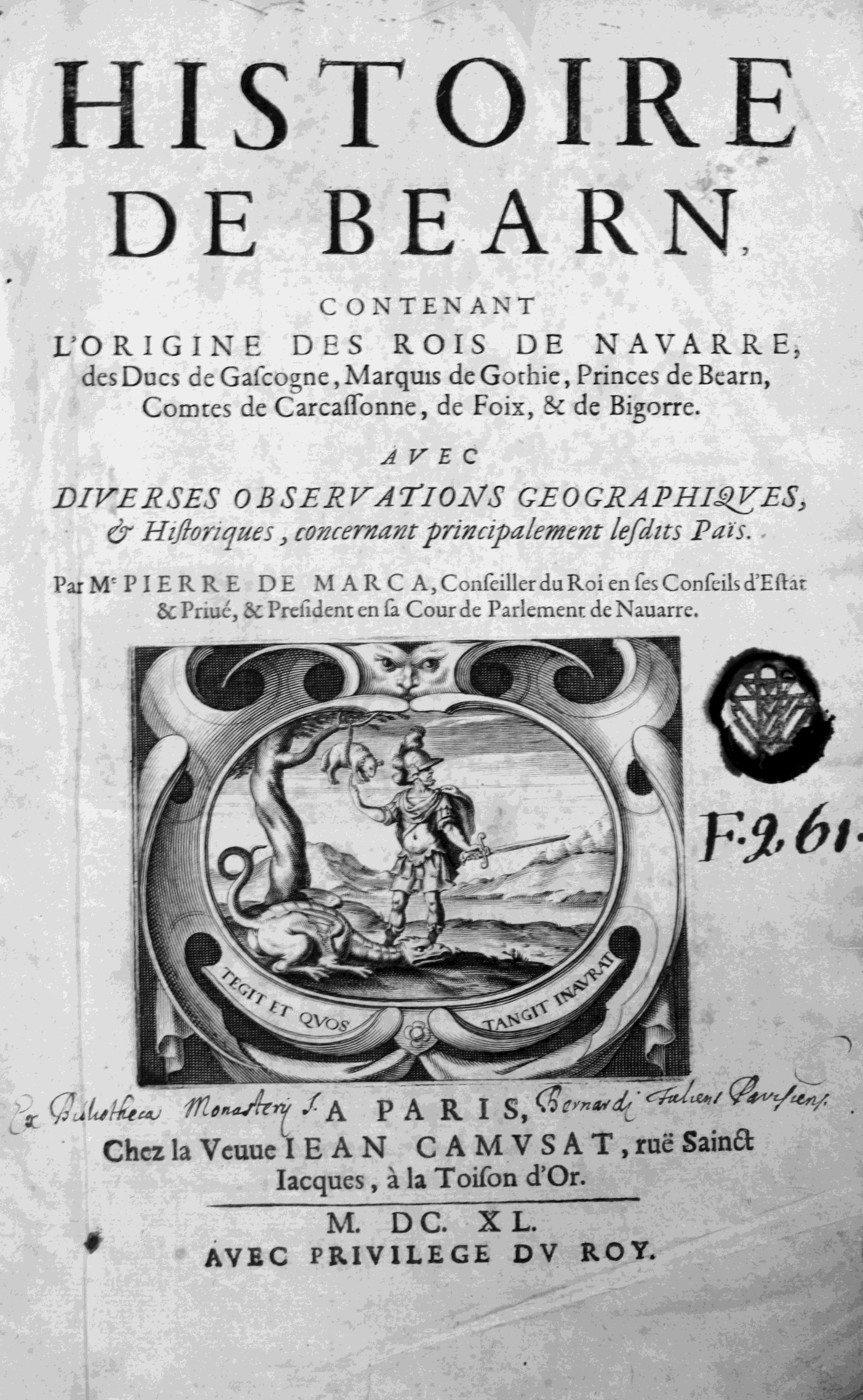
Edición original de la Histoire de Béarn de Pierre de Marca

En el siglo XV, debido a una serie de enlaces dinásticos la casa de Foix llegó al trono de Navarra, con lo que los reyes navarros ostentaban a partir de entonces el título de vizcondes de Bearne. En 1512 Fernando el Católico al frente de un ejército castellanoinvadió Navarra, los reyes Juan III de Albret y Catalina de Foix junto a su corte se replegaron a sus dominios de Bearne, desde donde se realizaron varios intentos de recuperar el Reino de Navarra. Mientras Fernando anexionaba el reino de Navarra a la Corona de Castilla, la villa de Orthez se convertía en la capital de los Albret, con sus dominios navarros reducidos a parte de la Baja Navarra. Tras una larga guerra y ya reinando Carlos I de España, el cual tras conseguir el control de la Alta Navarra decidió abandonar San Juan Pie de Puerto, la Baja Navarra se mantuvo como un reino independiente bajo Enrique de Borbón, rey de Navarra con el título de Enrique II.

### Juana III de Navarra
En 1560 la reina Juana III de Navarra se convierte al calvinismo, que se transforma en la religión oficial de sus dominios gascones y navarros. En 1566 restringe las manifestaciones públicas de la Iglesia católica con la consiguiente oposición de los obispos de Lescar y Oloron. Esto hará que el Bearne sea protagonista en primera fila de las guerras de religión que enfrentarán en Francia durante las décadas siguientes a católicos y hugonotes (calvinistas), llegando incluso algunas milicias calvinistas a penetrar por el Somport en 1592, atacando el castillo de Candanchú y el hospital de Santa Cristina, en territorio aragonés.

### Enrique III de Navarra y IV de Francia
Juana muere en 1572 y le sucede su hijo Enrique III, jefe de filas de los hugonotes. El mismo año, Enrique se casa con Margarita, tercera hija de Catalina de Francia. Fruto de esta boda y de una serie de fallecimientos en cadena en la familia real francesa, Enrique se convierte en pretendiente al trono de Francia. Tras una larga guerra contra los católicos, Enrique logra en 1589 acceder al trono como Enrique IV. Bajo la presión del Parlamento de París, el nuevo rey une a la corona de Francia sus territorios de Foix, Bigorra, Quatre-Vallées y Nébouzan. Pero se niega en rotundamente a hacer lo mismo con Navarra y el Bearne, que se mantienen por tanto al margen del patrimonio real. A partir de entonces, el gobierno de Bearne recae en Catalina de Borbón, la hermana del rey, que residía en Pau.
En 1599 Enrique IV otorga al Bearne y Navarra el Edicto de Fontainebleu, que estipula la libertad de religión en el país. Es el equivalente del Edicto de Nantes otorgado a Francia.

### Luis XIII de Francia
Luis XIII, hijo de Enrique IV, hereda los títulos de rey tanto de Francia como de Navarra. En 1617 ordena la devolución a la Iglesia católica bearnesa la propiedad de sus bienes. El Consejo Soberano de Bearne, de mayoría calvinista, se niega a acatar el edicto. En consecuencia, el rey decide intervenir militarmente y el 9 de septiembre de 1620 parte hacia el Bearne al frente de un ejército de 5000 hombres. Rechaza las tentativas de negociación de los emisarios del Consejo de Bearne y, sin encontrar resistencia armada, entra en Pau el 15 de octubre y el 17 en la fortaleza de Navarrenx.
Luis XIII restablece inmediatamente el culto católico, publica un Edicto de unión entre los Estados de la Corona de Navarra y los de la Corona de Francia y ordena transformar el Consejo soberano en mero Parlamento. De esta forma, el Reino de Navarra y el vizcondado de Bearne quedan unidos definitivamente al reino de Francia.